# Tổng giáo phận Esztergom–Budapest
Tổng giáo phận Esztergom–Budapest (tiếng Hungary: Esztergom–Budapesti Főegyházmegye; tiếng Latinh: Archidioecesis Strigoniensis-Budapestinensis) là một tổng giáo phận của Giáo hội Latinh trực thuộc Giáo hội Công giáo Rôma ở Hungary. Tổng giáo phận trực thuộc Giáo tỉnh Esztergom–Budapest, 1 trong 4 giáo tỉnh của Giáo hội Latinh tại nước này.
Các đời tổng giám mục của tổng giáo phận đã được nhận tước hiệu "Giáo trưởng", vì vậy ngai tòa của họ tại tổng giáo phận chính là ngai tòa kiểm soát các giáo phận Giáo hội Latinh ở Hungary, bao gồm các tổng giáo phận Eger, Kalocsa–Kecskemét và Veszprém, tuy nhiên một số tổng giám mục có thể tạm thời bị xếp sau khi có cá nhân nắm giữ quyền hành cao hơn theo phẩm trật trong Giáo hội Công giáo Rôma tại Hungary. Tổng giám mục đương nhiệm là Péter Erdő.

## Các công trình tôn giáo lớn
Cái tên đặc biệt của tổng giáo phận thể hiện rằng có hai ngai tòa tại đây, ngai tòa giáo trưởng cũ tại Esztergom và ngai tòa tại thủ đô hiện tại Budapest. Cả hai ngai tòa này đều thuộc một tổng giáo phận là do biến cố lịch sử tại Hungary vì Esztergom từng là một trong những thủ đô của Vương quốc Hungary.
Nhà thờ chính tòa và ngai tòa giáo trưởng được đặt tại Nagyboldogasszony és Szent Adalbert főszékesegyház, ở Esztergom-Vár.
Nhà thờ chính tòa đôi và tiểu Vương cung Thánh đường của tổng giáo phận là is Vương cung Thánh đường Thánh Stêphanô, một Di sản Thế giới ở Budapest-Szentistvánváros.
Tổng giáo phận có một tiểu Vương cung Thánh đường nữa, Kisboldogasszony-templom, Máriaremete, ở Székesfehérvár, hạt Fejér.